# Việt Yên (phường)
Việt Yên là một phường thuộc tỉnh Bắc Ninh, Việt Nam.

## Địa lý
Phường Việt Yên có vị trí địa lý:
- Phía đông giáp phường Đa Mai
- Phía tây giáp các phường Vân Hà và Tự Lạn
- Phía nam giáp phường Nếnh
- Phía bắc giáp các xã Tân Yên và Ngọc Thiện.

Phường Việt Yên có diện tích 51,97 km², dân số 59.470 người, mật độ dân số đạt 1.144 người/km².

## Lịch sử
Ngày 16 tháng 6 năm 2025, Ủy ban Thường vụ Quốc hội ban hành Nghị quyết số 1658/NQ-UBTVQH15 của UBTVQH về việc sắp xếp các đơn vị hành chính cấp xã của tỉnh Bắc Ninh năm 2025. Theo đó, sắp xếp toàn bộ diện tích tự nhiên, quy mô dân số của phường Bích Động, phường Hồng Thái, xã Minh Đức và xã Nghĩa Trung thành phường mới có tên gọi là phường Việt Yên.

## Địa chỉ trụ sở các cơ quan
- Trụ sở UBND phường: Tổ dân phố Kiểu, phường Việt Yên
- Trung tâm phục vụ hành chính công: Tổ dân phố số I, phường Việt Yên
- Công an phường: Số 437, đường Hoàng Hoa Thám, tổ dân phố số II, phường Việt Yên